# Dora Gad
Dora Gad (Hebreu דורה גד; b. 1912, d. 31 desembre 2003) era una dissenyadora d'interiors israeliana, el seu treball va tenir una influència significativa en el desenvolupament de l'arquitectura israeliana moderna.

## Primers anys
Dora Gad (nascuda com Siegel), va néixer el 1912 a Câmpulung (Romania). Va viure amb el seu avi, i va assistir a l'escola hebrea. Entre 1930 i 1934, va estudiar a la Technische Hochschule de Viena, i va obtenir la llicenciatura d'enginyeria i arquitectura. on va conèixer al seu futur marit, Heinrich Yehezkel Goldberg, un estudiant d'arquitectura. Es van casar el 1936 i van emigrar a Mandat Britànic de Palestina i es van establir a Tel-Aviv.

## Carrera
Va començar a treballar com a arquitecta amb Oskar Kauffman i el 1938 ja es va especialitzar com a dissenyadora d'interiors. En moltes de les seves obres, va combinar modernitat i conservadorisme arquitectònic, i va combinar obres de la generació de joves artistes, com Danny Karavan i Yaakov Agam.
El 1950 ja era una dissenyadora coneguda a Israel i va participar en el disseny de molts edificis del govern i d'institucions. Després de la mort del seu marit, el 1958, va crear l'empresa Gad-Noy, amb Arieh Noy, que va funcionar fins al 1976.
Després de la finalització de la construcció de l'edifici del Museu d'Israel a Jerusalem, van rebre el Premi Israel d'Arquitectura de 1966. Més tard es va convertir en la presidenta d'Honor de l'Associació d'Arquitectes d'Interiors d'Israel.
En l'última dècada de la seva vida, Gad va col·labora amb el Departament de Disseny d'Interiors a la Facultat d'Administració, i va continuar treballant tant en el sector públic com privats fins a la seva mort, el 2003.

## Projectes
- La residència del Primer ministre (Jerusalem, 1950)
- La residència del Ministre d'Afers Estrangers (Jerusalem, 1950)
- Els hotels de luxe Sharon i Accadia (Herzliyyah, 1955)[5]
- La Biblioteca Nacional israeliana (Jerusalem, 1956)
- Ambaixades israelianes a Washington DC i Ankara
- Les oficines d'Israel Airlines de Nova York d'EL AL, la línia aèria nacional (Nova York, 1956 i London, 1959)
- Els vaixells Zim, la línia de navili nacional (juntament amb el Mansfeld-Weinraub empresa, 1955–1975)
- Tel Aviv Hilton Hotels (1965) i el Jerusalem Hilton (1974)[6][1]
- La terminal d'Israel Airlines a l'Aeroport Internacional John F. Kennedy (1970 i 1974)
- El Aeroport Internacional Ben Gurion (1973)
- El Banc d'Israel (Jerusalem, 1980)
- La residència Presidencial Rehavia (Jerusalem, 1984–1985)

## Premis
- 1966, Premi d'Israel, en arquitectura.[7][8]
- 1966, va rebre el premi Regola d'Oro de la revista italiana Domus.[9]